# Guévaux
Guévaux (toponimo francese) è una frazione dei comuni svizzeri di Mont-Vully, nel Canton Friburgo (distretto di Lac), e di Vully-les-Lacs, nel Canton Vaud (distretto della Broye-Vully).

## Geografia fisica
Guévaux si affaccia sul Lago di Morat.

## Storia
La parte vodese della località è stata frazione del comune di Mur, che nel 2011 è stato accorpato agli altri comuni soppressi di Bellerive, Chabrey, Constantine, Montmagny, Vallamand e Villars-le-Grand per formare il nuovo comune di Vully-les-Lacs; la parte friburghese nel 1830 è stata unita alle altre località di Joressant, Lugnorre, Môtier e Mur, corrispondenti all'antica Seigneurie de Lugnorre, per formare il comune di Vully-le-Haut (dal 1977 Haut-Vully), il quale a sua volta il 1º gennaio 2016 è stato accorpato all'altro comune soppresso di Bas-Vully per formare il nuovo comune di Mont-Vully.

## Monumenti e luoghi d'interesse

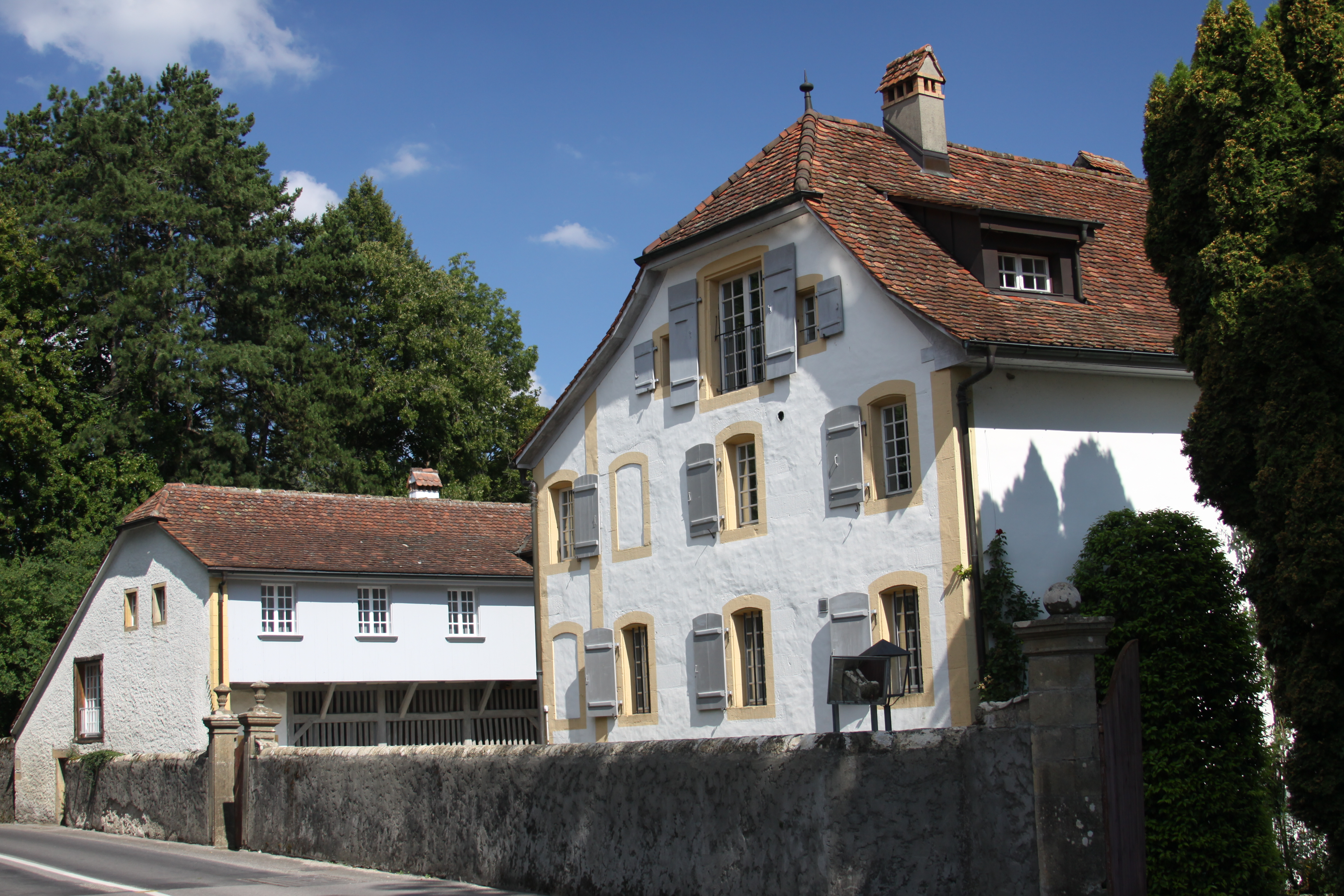
Casa Les Rondas

- Casa Les Rondas, eretta nel 1742 da Jean Bernard Kilchberger[2].